# Seznam slovenských televizních seriálů
Seznam slovenských televizních seriálů obsahuje abecedně uspořádaný přehled některých slovenských televizních seriálů.

## 1
| - 112 |

## A
| - Alžbetin dvor (1986) - Áno, miláčik! |

## B
| - Bambuľkine dobrodružstvá (1982) - Búrlivé víno (2013–2017) |

## D
| - Dr. Ludsky - Duchovia - Doktori (2014) |

## H
- Horná Dolná (2015)

## K
| - Keby bolo keby (2009) - Kriminálka Staré Mesto (2010, 2013) - Kukučka (2015) - Kutyil s.r.o (2008–2009) |

## M
| - Mafstory (2006–2011) - Medzi nami - Mesto tieňov (2008–2012) - Miesto v dome |

## O
| - Obchod so šťastím - Odsúdené (2009–2010) - Ordinácia v ružovej záhrade (2007–2012) |

## P
| - Panelák (2008–2017) - Povstalecká história - Priateľky - Profesionáli (2008–2014) |

## R
| - Rádio Fresh - Rodinné tajomstvá |

## S
| - Safari - Silvánovci - Spadla z oblakov (1978–1980) - Susedia (2006–2007) - Stalo sa pozajtra |

## T
- Tajné životy
- Teta (1987)
- Tisícročná včela

## U
- Útek zo zlatej krajiny

## V
| - V mene zákona - Veľké srdce - Vivat Beňovský - Vojna volov (1988) |

## Z
| - Záchranári - Zborovňa |